# Mir iskousstva

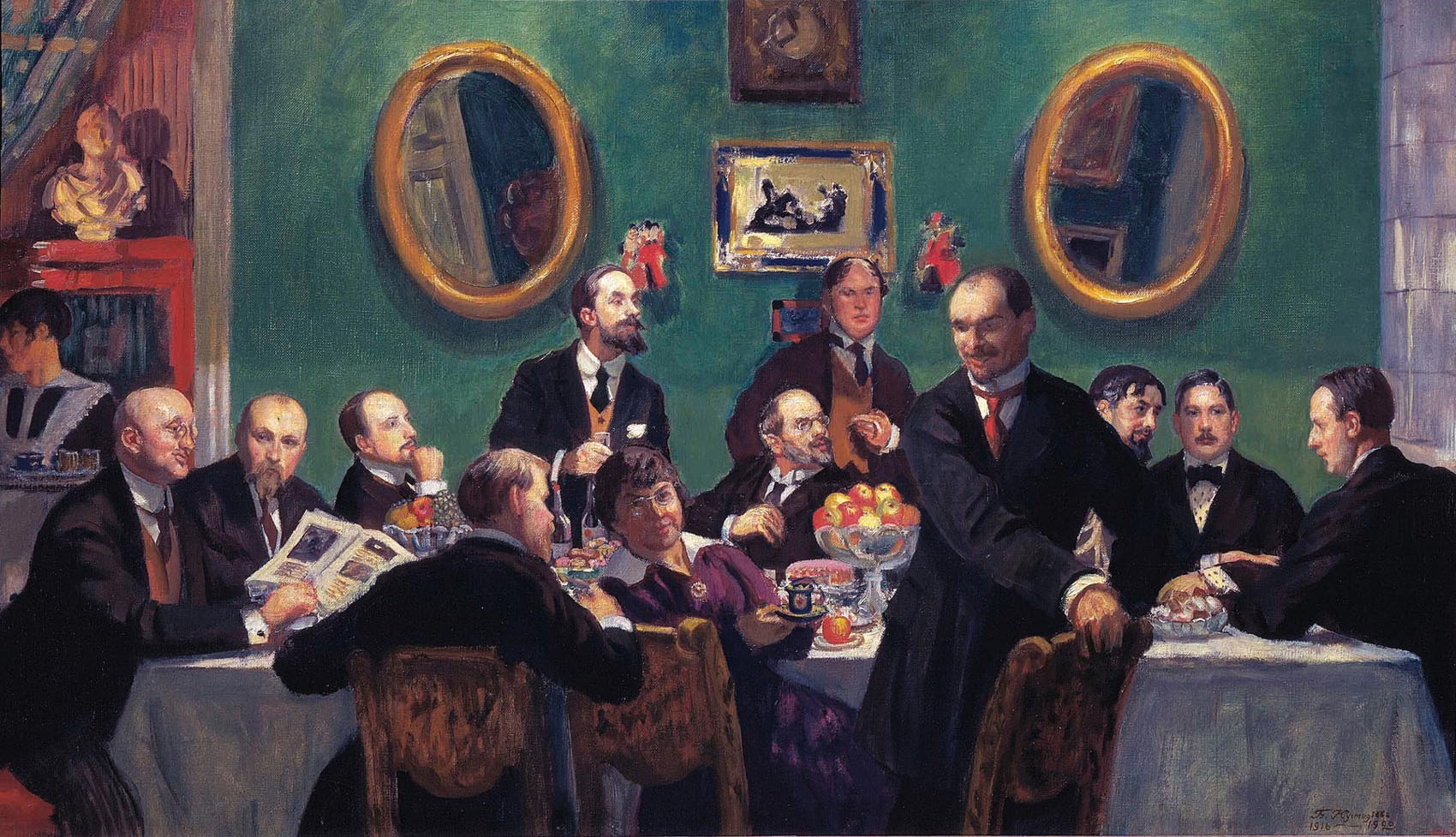
Portrait du groupe des artistes de l'association Mir iskousstva. De gauche à droite : Igor Grabar, N. Roerich, Eugène Lanceray, B. Koustodiev, Ivan Bilibine, A. Ostroumova-Lebedeva, A. Benois, G. Narbout, Kouzma Petrov-Vodkine, Nicolas Millioti, Constantin Somov, M. Doboujinski
Boris Koustodiev, Artistes de Mir iskousstva (1916-1920),
Saint-Pétersbourg, musée Russe.

Mir iskousstva (en russe : Мир Искусства, « Le Monde de l'Art ») est une association d'artistes russes fondée en 1898 dans l'idée de prôner un renouveau pictural de l'art russe en synthétisant plusieurs formes artistiques dont le théâtre, la décoration et l'art du livre. Les membres du groupe sont appelés miriskousniki.
Inspirées par l'Europe et ses grandes capitales, marquées par l'Art nouveau, le symbolisme et le culte de la beauté, les œuvres des peintres du groupe présentent un caractère raffiné.

## L'art selonMir iskousstva
Comme les préraphaélites anglais avant eux, Benois et ses amis sont dégoûtés par la nature anti-esthétique de la société industrielle moderne et cherchent à rassembler sous leur bannière tous les artistes russes néoromantiques afin de lutter contre le positivisme dans l'art.
Comme les romantiques avant eux, les miriskusnikis promeuvent la compréhension et la conservation de l'art des époques antérieures particulièrement l'art populaire traditionnel et le rococo du XVIIIe siècle. Antoine Watteau est probablement l'artiste qu'ils admirent le plus.
Ces projets revivalistes sont traités par les miriskusnikis avec humour, dans un esprit d'auto-parodie. Ils sont fascinés par les masques et les marionnettes, par le carnaval et le théâtre de marionnettes, avec leurs rêves et leurs contes de fées. Tout ce qui est grotesque et ludique les touche plus que le sérieux et l'émotionnel. Leur ville préférée était Venise, ville que Diaghilev et Stravinsky choisirent comme lieu de sépulture.
Les miriskusnikis préfèrent les effets lumineux et aériens de l'aquarelle et de la gouache plutôt que la peinture à l'huile. Ils cherchent à introduire l'art dans chaque maison et en dessinent les espaces intérieurs et la décoration et ornementent les livres.
Léon Bakst et Benois révolutionnent le théâtre avec leurs décors avant-gardistes, notamment pour Cléopâtre (en) (1909), Carnaval (1910), Petrouchka (1911), trois ballets chorégraphiés par Michel Fokine et L'Après-midi d'un faune (1912), chorégraphie de Vaslav Nijinski.
Un grand nombre d'artistes de ce mouvement collaborent au journal satirique russe Satyricon, dirigé par Michel Kornfeld en Russie avant la Révolution, puis à Paris en émigration où la revue se reforme dans les années 1930.

## Portraits des membres parBoris Koustodiev

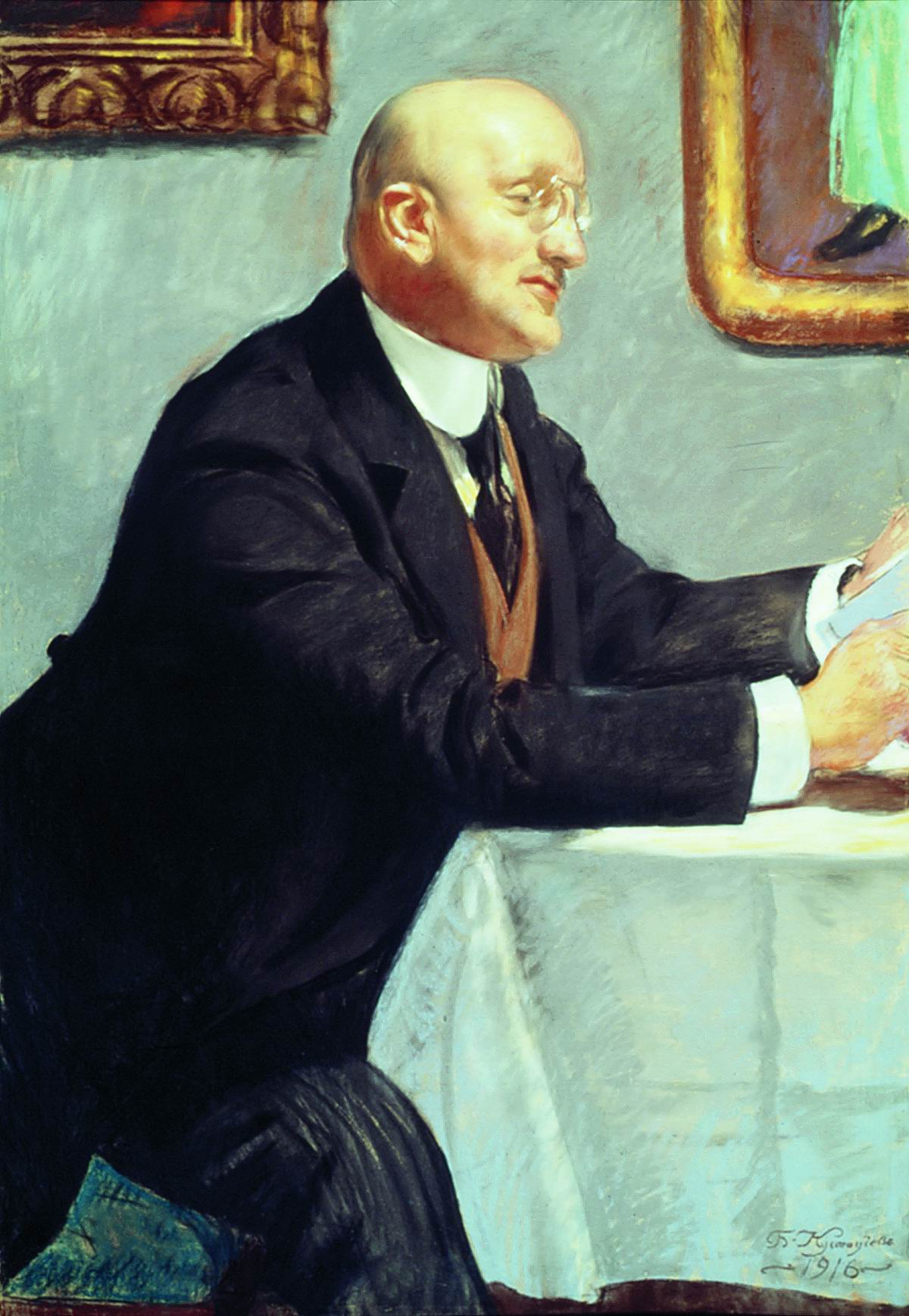
Grabar
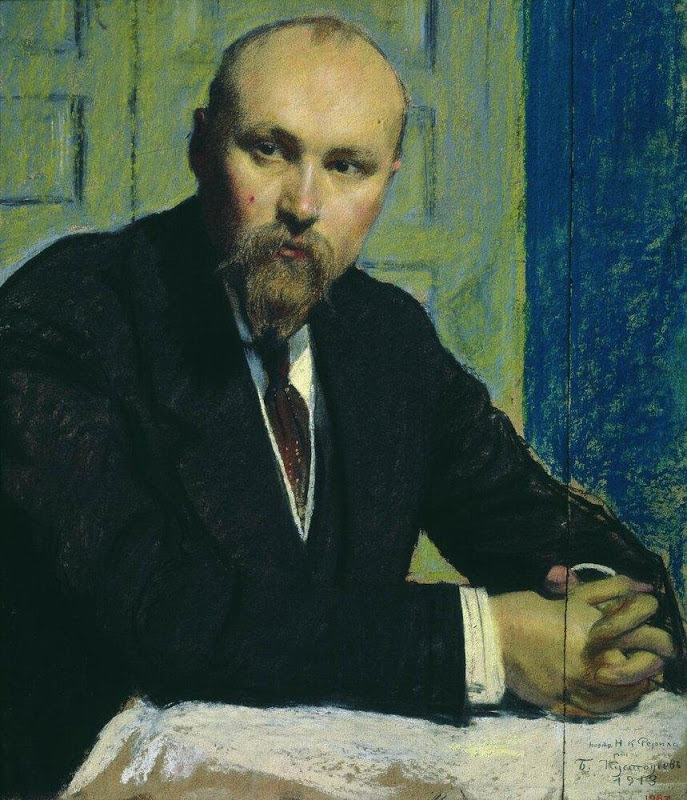
Roerich
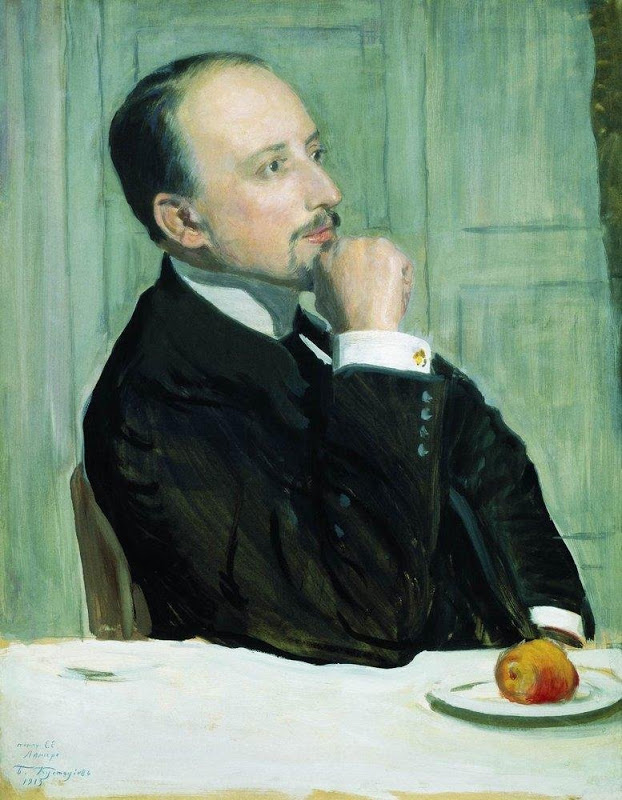
Lanceray
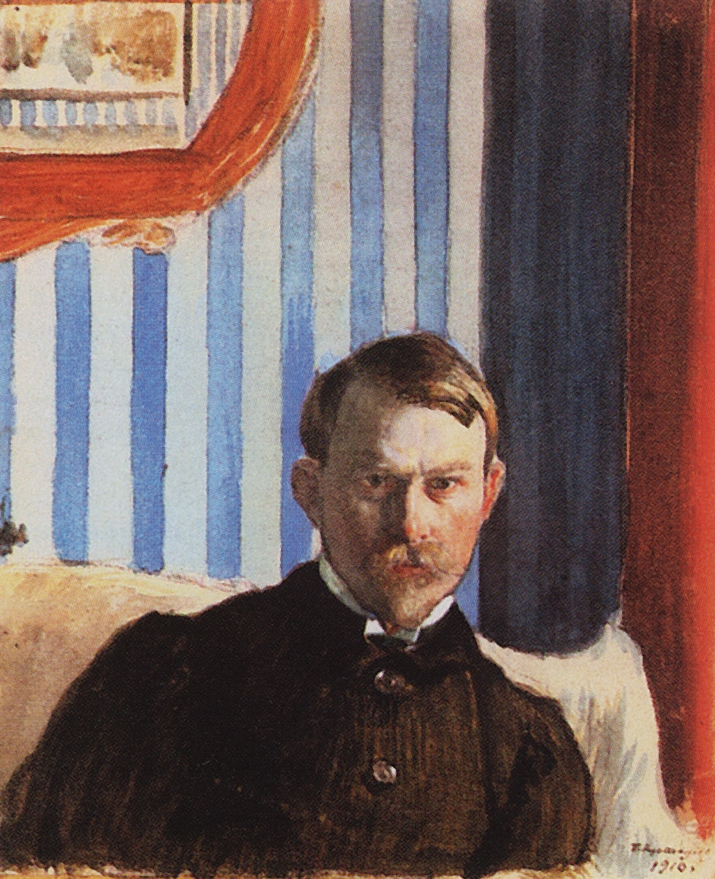
Koustodiev
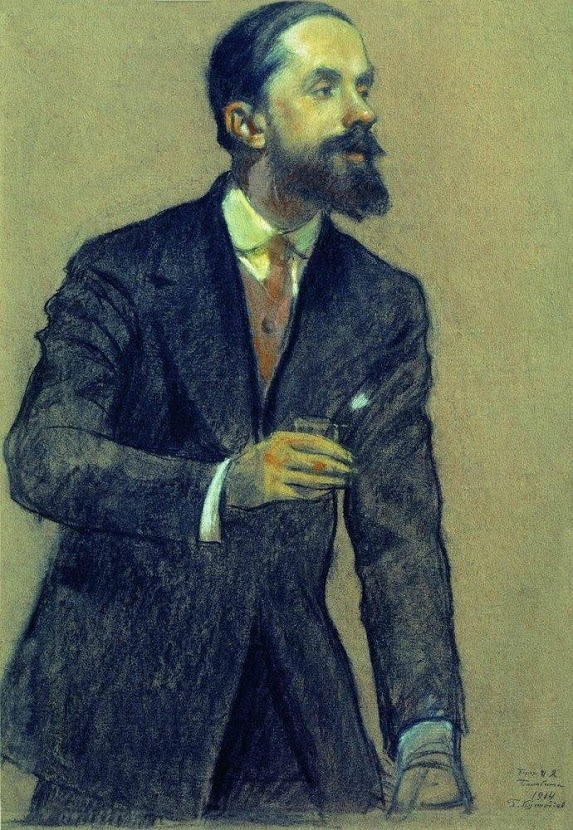
Bilibine
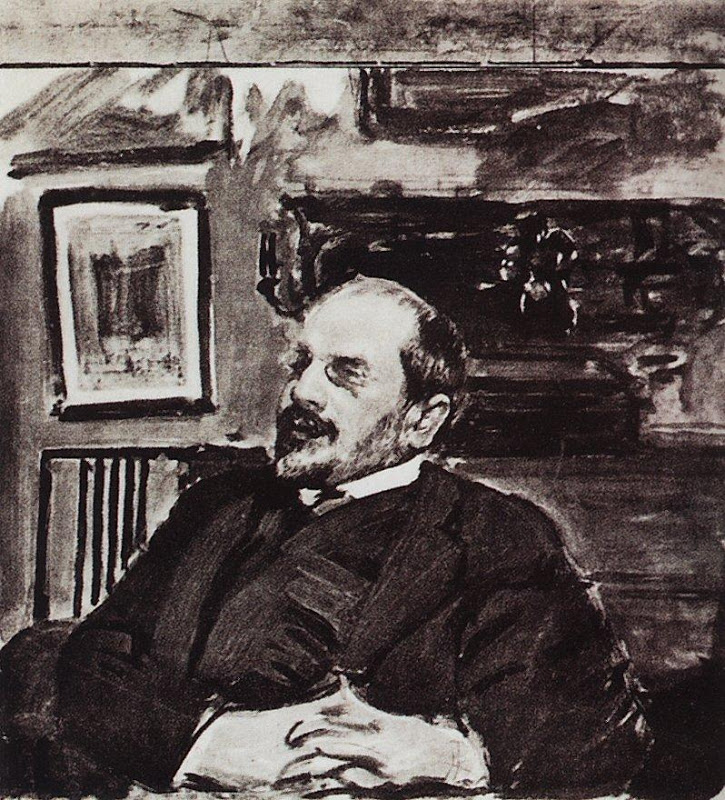
Benois
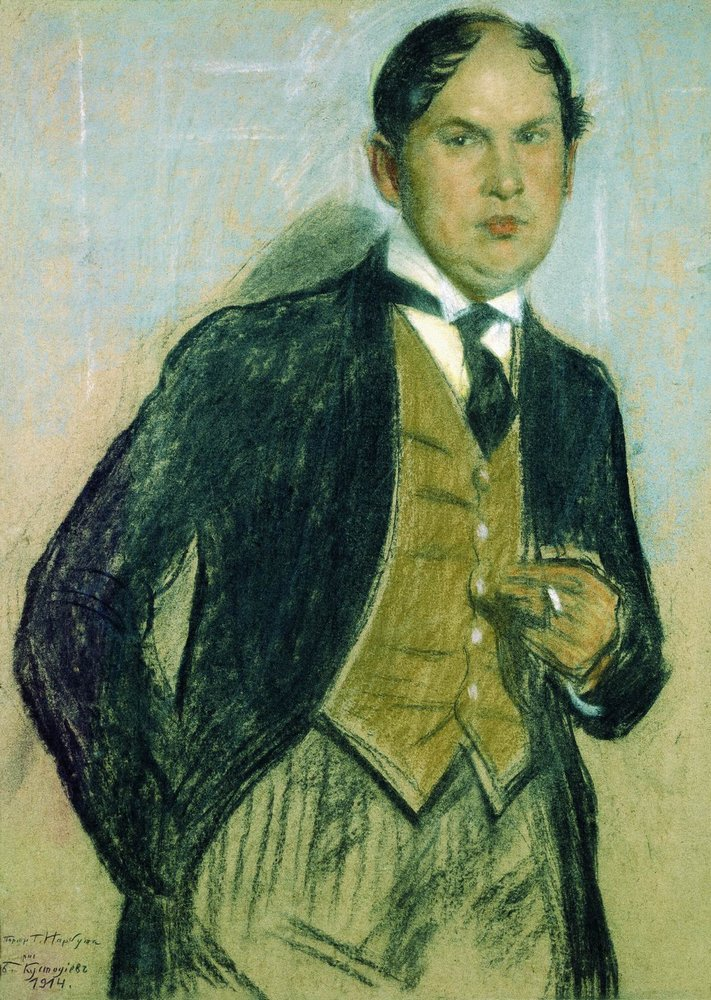
Narbout
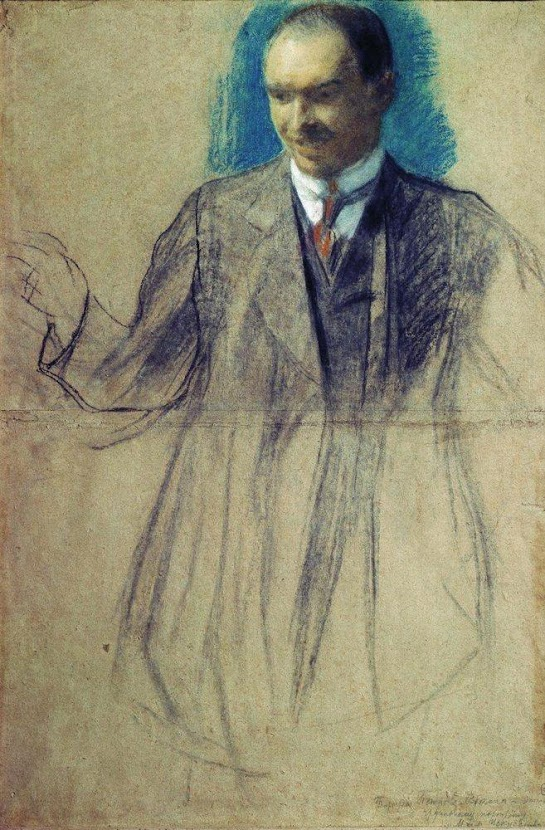
Petrov-Vodkine
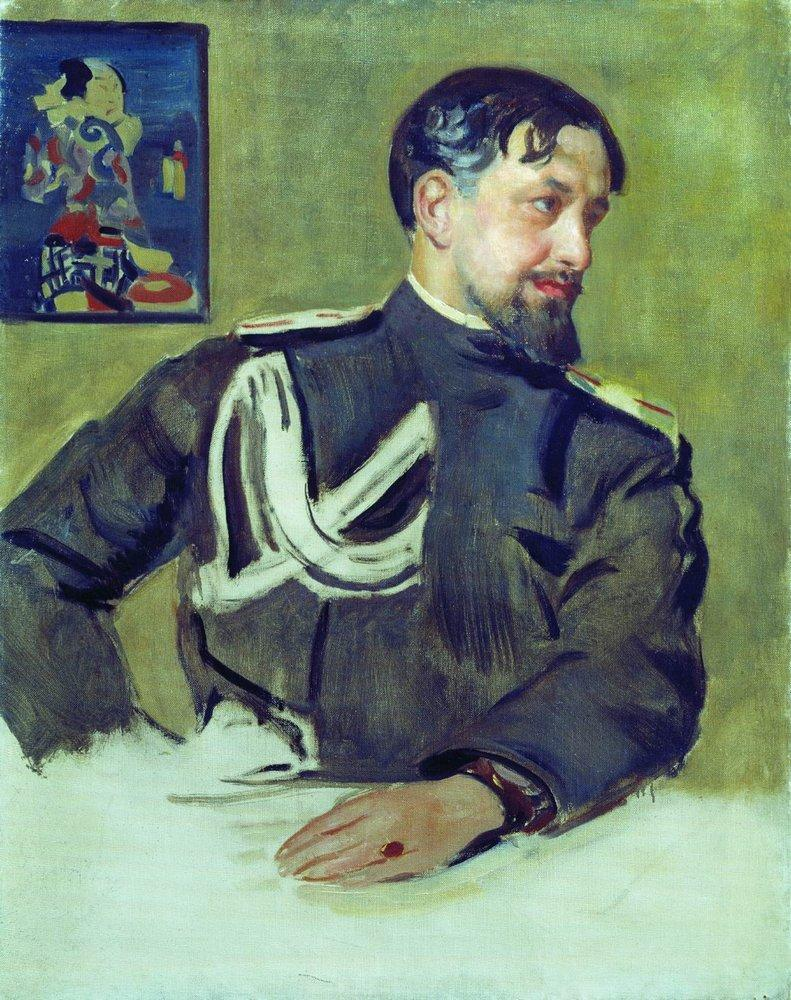
N.Millioti
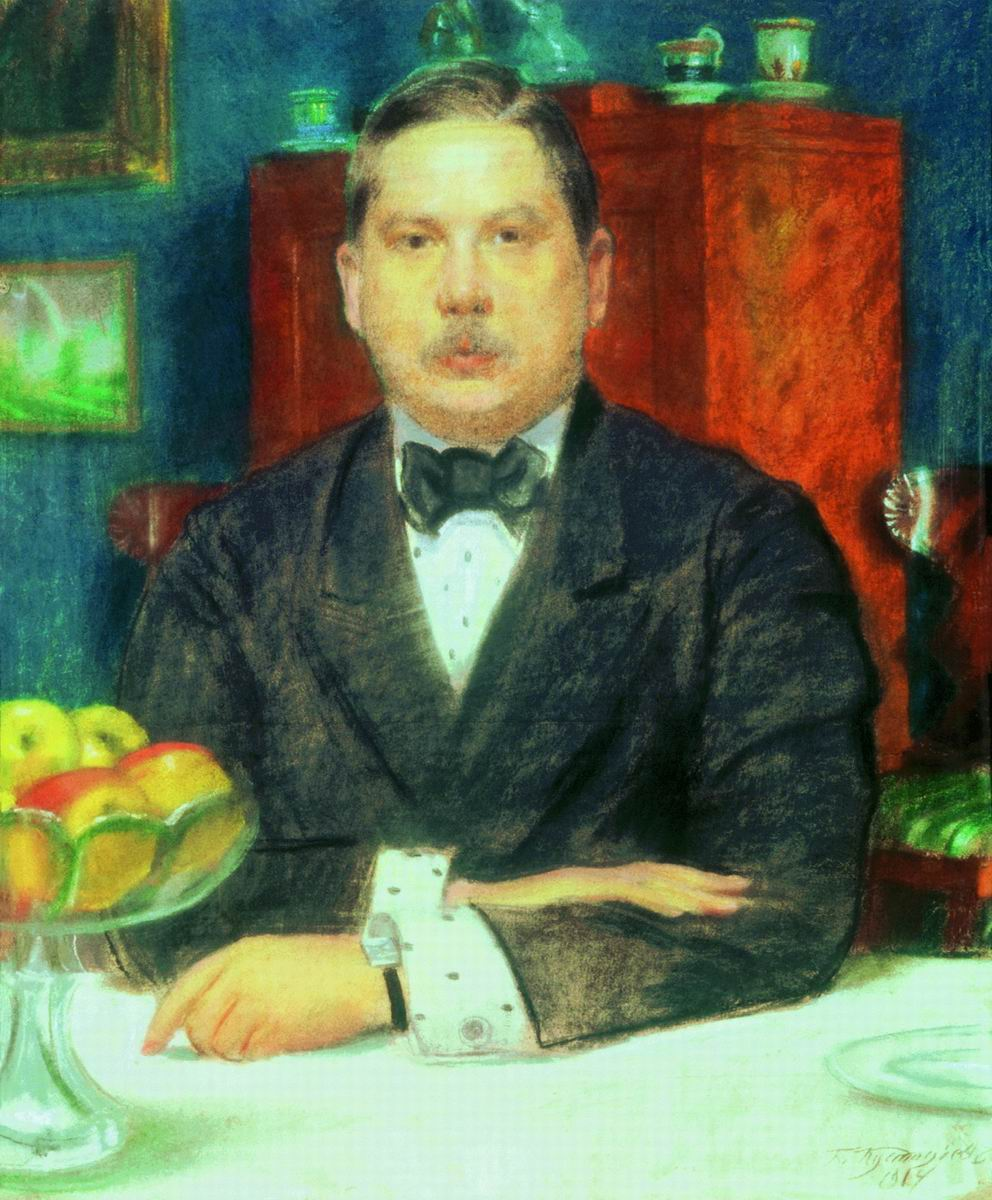
Somov
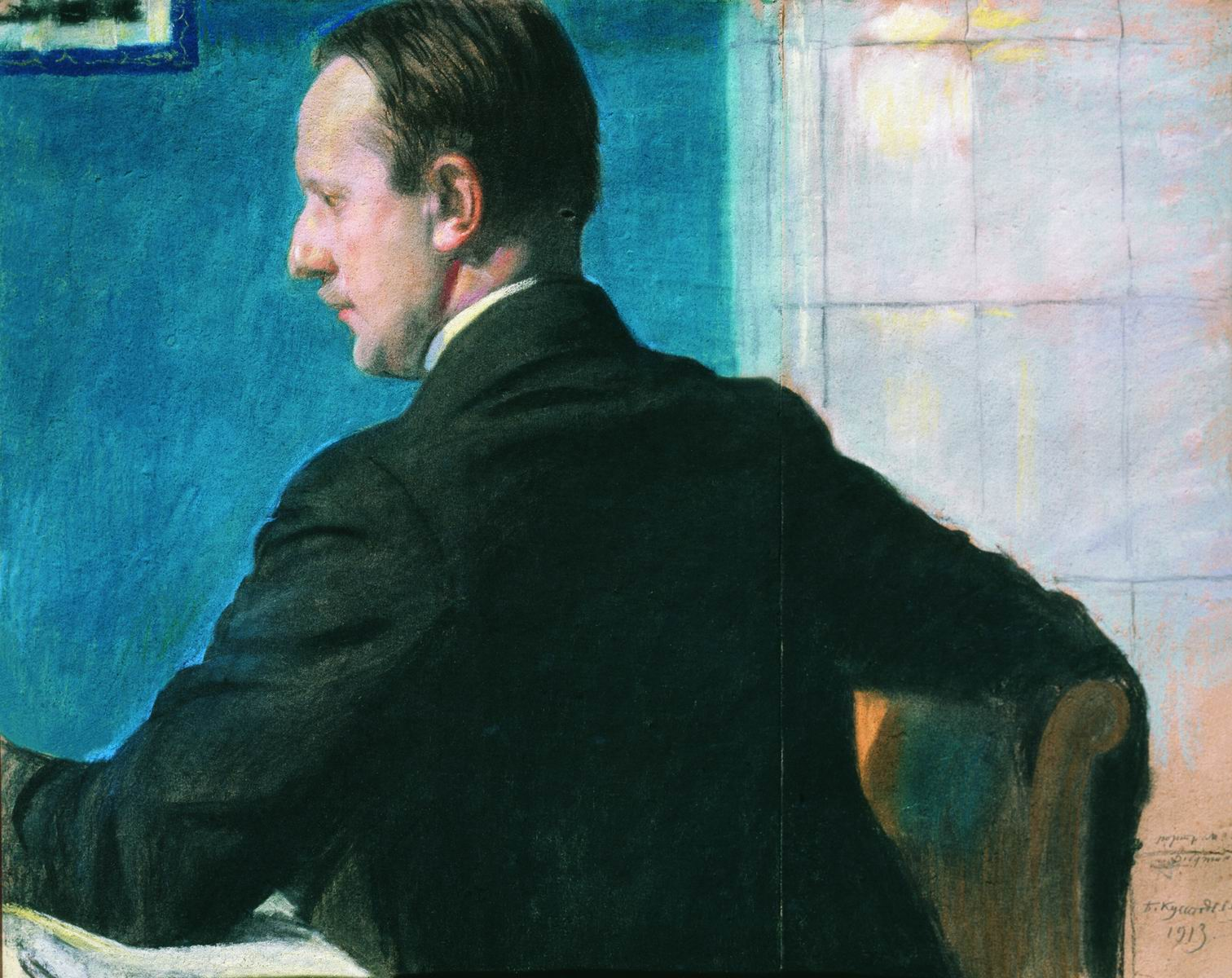
Doboujinski

### Les membres fondateurs
C'est à l'occasion de l'organisation de l'Exposition des artistes russes et finlandais au musée des arts appliqués Stieglitz à Saint-Pétersbourg, que des étudiants fondent Mir iskousstva. Les principaux fondateurs sont Alexandre Benois, Konstantin Somov, Dimitri Philosophoff, Léon Bakst et Eugène Lanceray.

### La revue
Une revue portant le même nom de Mir iskousstva est fondée en 1898 par Serge de Diaghilev, Léon Bakst et Alexandre Benois. Diaghilev en est le rédacteur en chef. Zinaïda Hippius y jette, dans ses articles de critique littéraire, les bases du symbolisme russe. Le comité éditorial de la revue Apollon était également constitué d'artistes du groupe de Mir Iskousstva.  
Mir iskousstva eut parmi ses principaux mécènes le riche collectionneur Savva Mamontov et la princesse Tenicheva.

### Les Ballets russes
En 1907, quelques membres de Mir iskousstva, dont Serge de Diaghilev et Léon Bakst, fondent les Ballets russes, une compagnie de danse établie à Paris.

### Refondation en 1910
À partir de l'année 1904, Mir iskousstva perd peu à peu son unité idéologique. De 1904 à 1910 la plupart des membres font alors partie de l'Union des artistes russes. Mais le 19 octobre 1910, une nouvelle association est recréée 
dont le président est Nicolas Roerich. En 1920 Boris Koustodiev réalise la toile Portrait du groupe des artistes de l'association Mir iskousstva pour commémorer cette refondation.

## Quelques membres

### Artistes russes
- Natan Altman
- Léon Bakst
- Dimitri Bouchène
- Mstislav Doboujinski
- Nathalie Gontcharoff
- Alexandre Iacovleff
- Élisabeth Krouglikoff
- Vilhelms Purvītis
- Isaac Levitan
- Constantin Korovine
- Mikhaïl Nesterov
- Nicolas Roerich
- Valentin Serov
- Constantin Somov
- Mikhaïl Vroubel

### Artistes finlandais
- Albert Edelfelt
- Akseli Gallen-Kallela
- Eero Järnefelt
- Pekka Halonen
- Ville Vallgren
- Väinö Blomstedt
- Magnus Enckell

#### Livres
- (en) Rosalind Blakesley, From Realism to the Silver Age: New Studies in Russian Artistic Culture, Northern Illinois University Press, 2014 (ISBN 978-1-5017-5704-4, lire en ligne ), « Closing the Books on Peredvizhnichestvo: Mir Iskusstva’s Long Farewell to Russian Realism », p. 141-151
- (en) John E. Bowlt, Moscow and St. Petersburg in Russia's Silver Age, Londres, Thames and Hudson, 2008 (ISBN 978-0-500-29564-9), « The World of Art. Sergei Diaghilev and His Circle », p. 161-200
- Alexandre Kamenski et Vsevolod Petrov (trad. Denis Dabbadie), Le Monde de l'Art, Mir iskousstva, Saint-Pétersbourg, Aurora, 1991 (ISBN 5-7300-0216-5)
- (ru) Alla Gusarova, Мир искусства [« Mir iskousstva »], Saint-Pétersbourg, Khudozhnik RSFSR,‎ 1972
- (en) Janet Kennedy, The "Mir iskusstva" group and Russian art, 1898-1912, Garland Publisher, 1977 (ISBN 9780824027025)
- (ru) Sergei Parshin, Мир искусства [« Mir iskousstva »], Moscou, Izobrazitelʹnoe iskusstvo,‎ 1993
- (en) Avril Pyman, A History of Russian Symbolism, Cambridge University Press, 1994 (ISBN 9780521024303, lire en ligne), « The foundation of Mir Iskusstva and the role of the visual and performing arts. Benois, Diaghilev, Filosofov and their group (1890-1914) », p. 93-122
- (en) Nancy Van Norman Baer (dir.), The Art of Enchantment. Diaghilev's Ballets Russes, 1909-1929, San Francisco, The Fine Arts Museums of San Francisco, 1988 (lire en ligne), « Mir iskusstva: Origins of the Ballets Russes », p. 26-43
- (ru) Художественное объединение « Мир искусства » [« L'association d'art "Mir iskousstva" »], Moscou, Direct-Media, coll. « Великие художинки » (no 92),‎ 2011 (ISBN 9785747501270, lire en ligne)

#### Articles
- (ru) N. A. Mazokhina, « Издательский проект художников объединения « Мир искусства » » [« Le projet d'édition des artistes de l'association "Mir iskousstva" »], Journal de l'Université de Tcheliabinsk, no 34,‎ 2009, p. 163-167 (lire en ligne)
- (ru) Natalya Melnik, « Историа создания жырнала « Мир искусства » » [« Histoire de l'établissement de "Mir iskousstva" à Saint-Pétersbourg »], Journal de l'Université de Saint-Pétersbourg,‎ 2015 (lire en ligne)
- (en) Stuart Grover, « The World of Art Movement in Russia », The Russian Review, vol. 32, no 1,‎ janvier 1973, p. 28-42 (lire en ligne )
- (ru) Nadezhda Khmeleva, « Художники «Мира Искусства» в Большом Драматическом театре » [« Les artistes de "Mir iskousstva" au Théâtre du Bolchoï »], Наше наследие, no 73,‎ 2005 (lire en ligne)
- (ru) A. Sarabianov, « «Мир искусства» (группа художников журнала «Мир искусства». 1898–1904; Общество художников «Мир искусства». 1910–1924) » [« "Mir iskousstva" (groupe d'artistes du journal « Mir iskousstva », 1898 - 1904 ; société d'artistes « Mir iskousstva », 1910-1924) »], sur rusavangard.ru (consulté le 11 février 2022)
- (en) Anna Winestein, « Quiet Revolutionaris: The "Mir Iskusstva" Movement and Russian Design », Journal of Design History, Oxford University Press, vol. 21, no 4,‎ 2008, p. 315-333 (lire en ligne )
- (ru) Anastasiya Yakovleva, « Эстетизм и декадентство в статьях журнала « Мир искусства » » [« Esthétique et décadence dans les articles du journal "Mir iskousstva" »], Journal de l'Université de Saint-Pétersbourg,‎ 2017 (lire en ligne)
- (it) Olga Žukova, « Il Rinascimento e il modernismo russo. Firenze nell'esperienza artistica dei fondatori del "Mir iskusstva" », Studi Slavistici, vol. 16, no 1,‎ 2019, p. 249-259 (lire en ligne)